# ジャン＝レオン・ジェローム

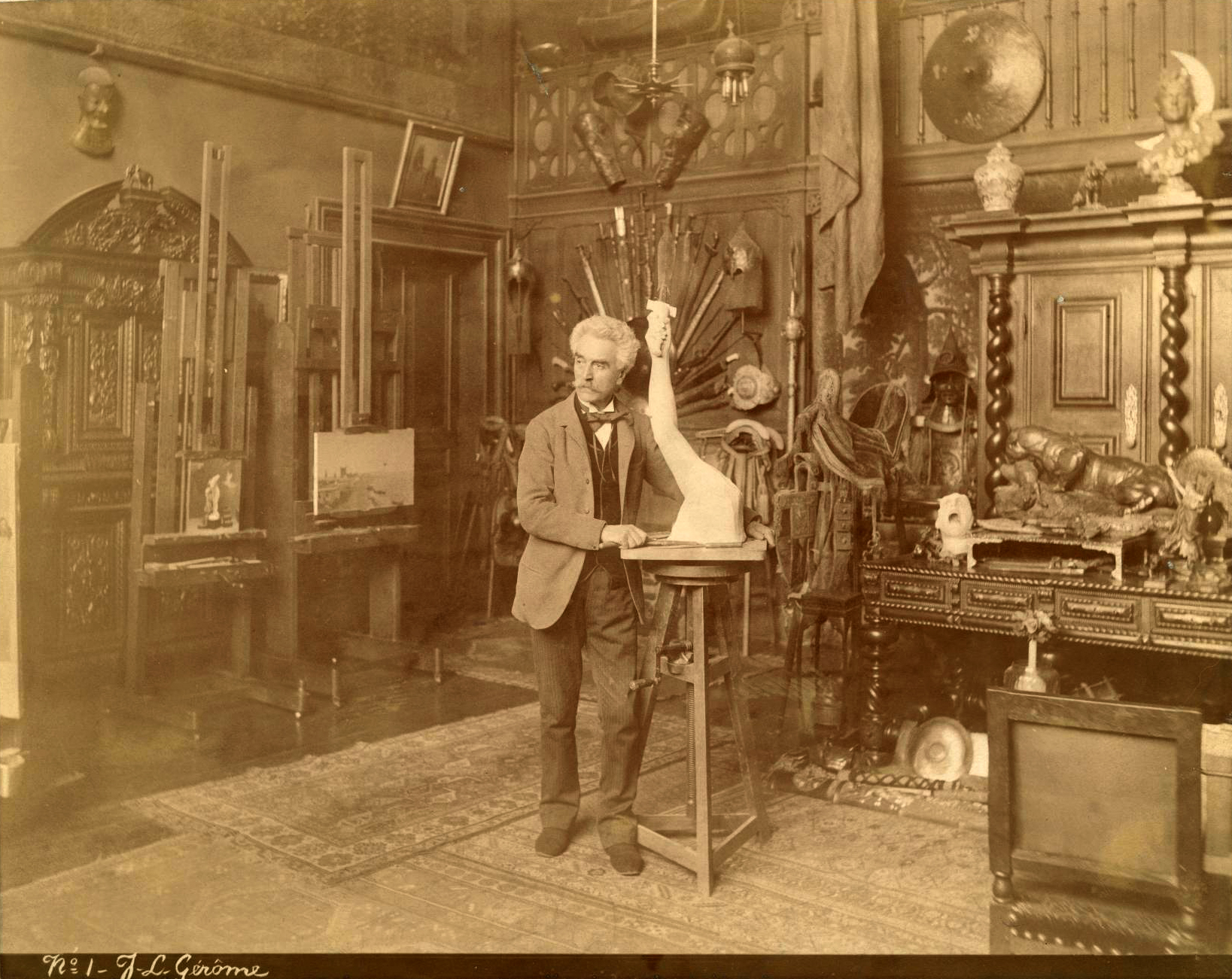

ジャン=レオン・ジェローム（仏: Jean-Léon Gérôme, 1824年5月11日 - 1904年1月10日）は、フランスの画家・彫刻家。歴史や東方（オリエント地域）の描写を得意とした。

## 生涯
オート＝ソーヌ県ヴズール生まれ。1841年にパリへ出てポール・ドラローシュのもとで学び、ドラローシュのイタリア旅行（1844年 - 1845年）にも同伴した。フィレンツェ、ローマ、ヴァチカン、ポンペイを訪れるも、都市よりむしろ自然に魅力を感じる。熱病にかかり1844年に帰国を余儀なくされ、パリに戻った直後から、他の多くのドラローシュ門下生たちと同様、シャルル・グレールの画塾に移籍、短期間そこで学ぶ。ついでパリ国立美術学校に入学。1846年、権威あるローマ賞に挑戦するが、最終試験で人物デッサンが不適格とされ落選する。

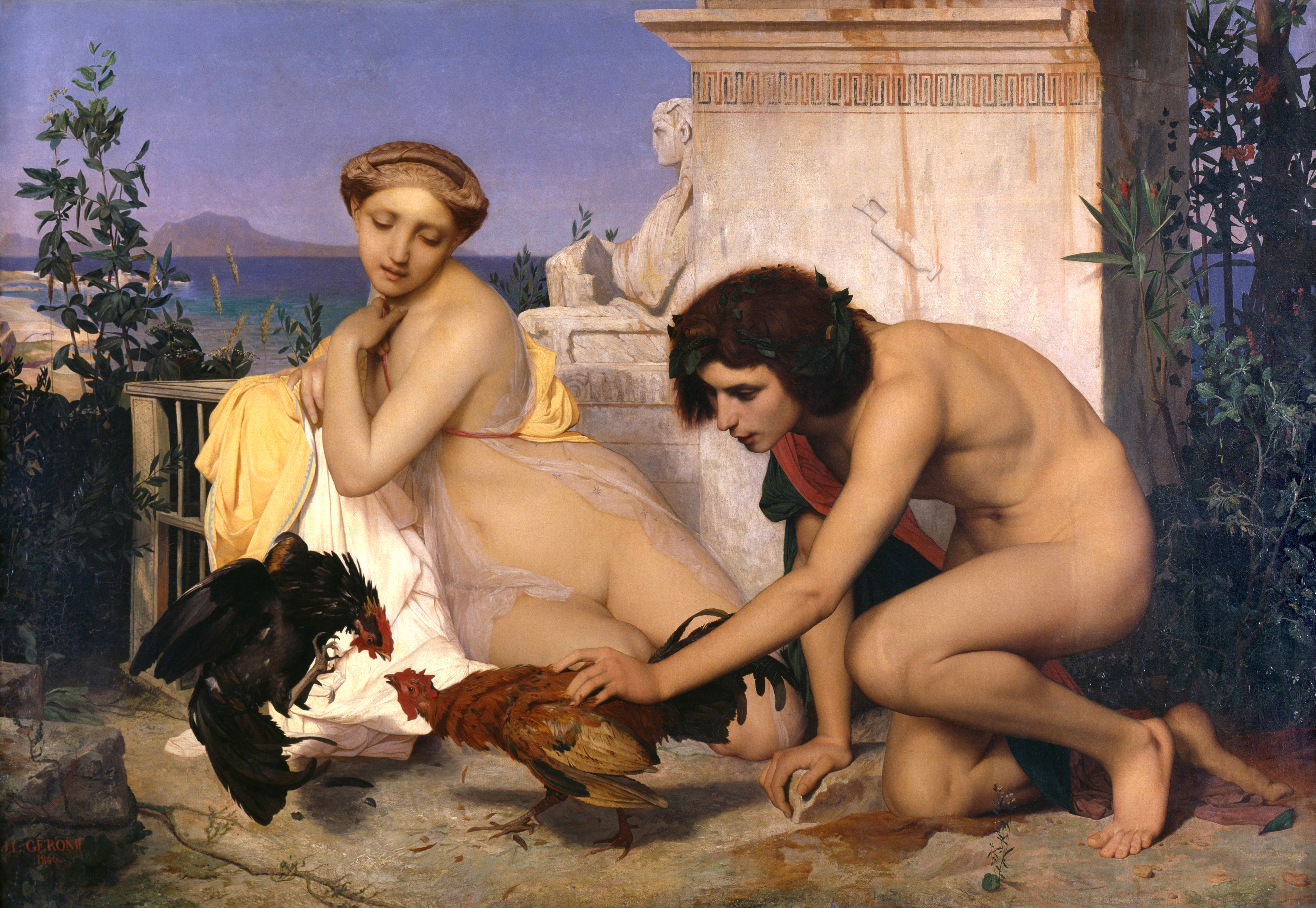
『闘鶏』 1846年、オルセー美術館

技術向上をめざして描かれたのが、アカデミスム美術の規範に沿った習作『闘鶏』（1846年）である。裸身の若者と薄物をまとっただけの娘が闘鶏を眺めており、背景にはナポリ湾が見える。この作品は1847年のサロンに出品され、銅賞を獲得した。『闘鶏』はグレール画塾から興った新ギリシア運動（主な画家にアンリ＝ピエール・ピクー［1824 - 1895］、ジャン＝ルイ・アモンなど）の代表作と見なされており、強い影響力を持っていたフランスの詩人・批評家テオフィル・ゴーティエに支持された。
一躍有名となったジェロームはローマ賞獲得の夢を捨て、新たな主題で次々と作品を発表する。1848年のサロンでは『聖母、聖ヨハネと幼子キリスト』、『アナクレオン、バッコスとクピードー』で銀賞を獲得。1849年には『ミケランジェロ』『ある貴婦人の肖像』を発表した。
1851年、花瓶の装飾下絵を制作、これはのちに皇帝ナポレオン3世から英国のアルバート公に贈られ、現在は英国王室コレクションの一部としてロンドンのセント・ジェームズ宮殿に所蔵されている。同じ51年には『酔ったバッコスとクピードー』、『ギリシアの室内』、『イタリアの思い出』を、1852年には『パエストゥム』を、1853年には『牧歌』を発表。
1852年、ナポレオン3世の美術総監ニューヴェルケルク伯爵の注文で歴史画大作『アウグストゥスの時代』を制作。キリスト生誕の場面と、ローマ帝国に征服された国々がアウグストゥスを表敬訪問する場面を組み合わせた絵画である。『アウグストゥスの時代』に対して支払われた多額の頭金を利用して1853年、俳優エドモン・ゴーとともにコンスタンティノープルに旅行。以後数回にわたって東方を旅することになる。1854年にはオスマン帝国治下のトルコとドナウ川流域を旅行。途中、ロシア軍に強制徴募された被占領地域の住民たちが、野営地で鞭を持ったロシア兵の監視のもと音楽を演奏させられているのを目撃。これが同時代の異文化圏を主題とする風俗画を描き始めるきっかけとなる。
同じ1854年、パリ、サン・セヴラン教会内聖ヒエロニムス礼拝堂の装飾を受注。このとき描いた『聖ヒエロニムス最後の聖体拝領』は、ジェロームが宗教画の分野でアングル派から受けた影響を示している。
1855年、万国博覧会に『ピッフェロ吹き』、『羊飼い』、『ロシア軍野営地での音楽演奏』、『アウグストゥスの時代』『キリストの生誕』を出品。『キリストの生誕』はやや混乱した印象を与える作品であったが、きわめて精緻な仕上げを認められて国家買い上げとなる。とはいえ好評を博したのはこれら大作よりもむしろ小品『ロシア軍野営地での音楽演奏』であった。
1856年、エジプトを初訪問。以後、アラブの宗教、風俗、北アフリカの風景を描いた絵画を数多く手がけることになる。

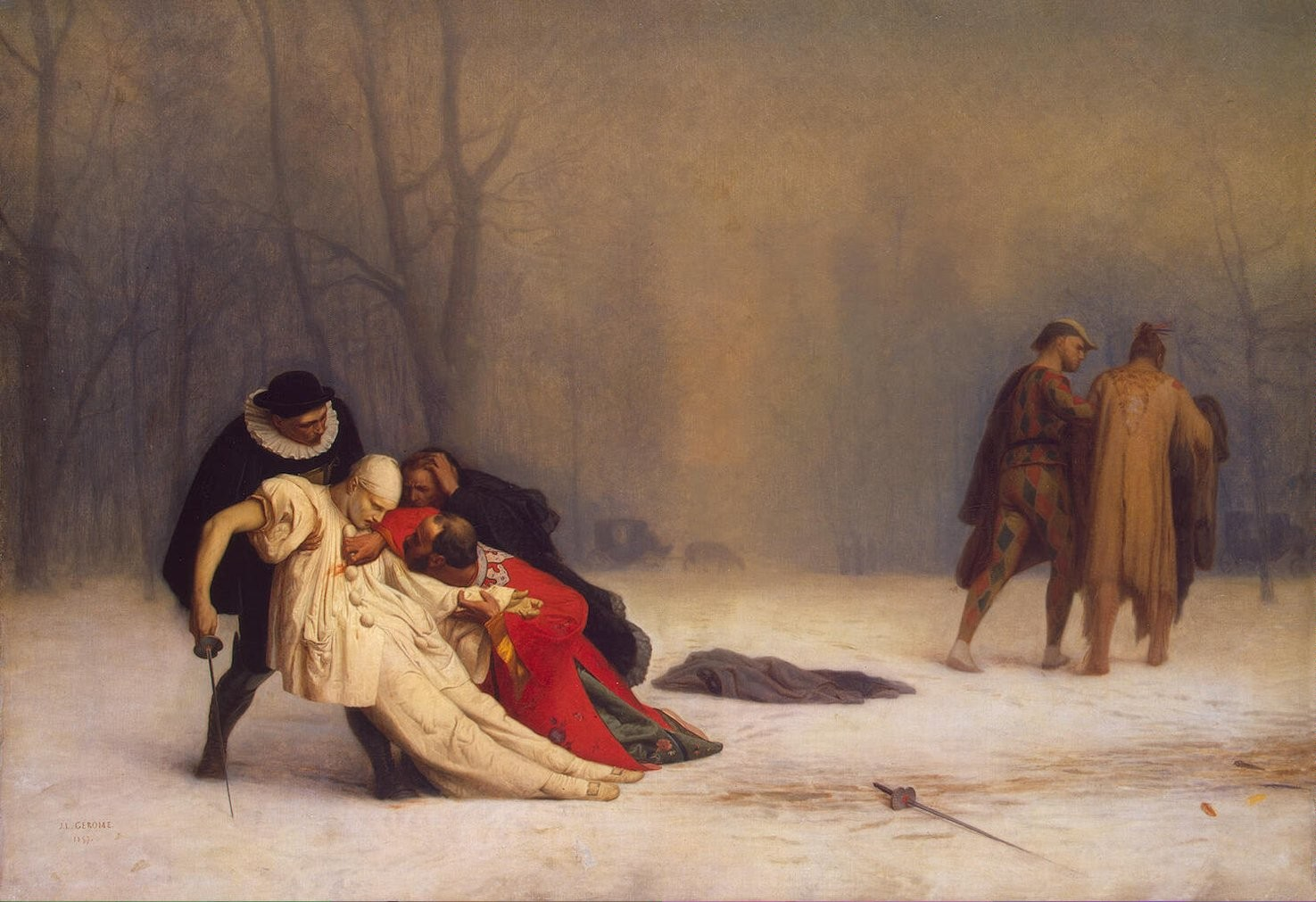
『仮面舞踊会の後の決闘』（1857–59年ごろ）ボルチモア、ウォルターズ美術館

1857年のサロンに、『仮面舞踊会の後の決闘』、『砂漠を横断するエジプトの新兵』、『メムノンの巨像』、『水を飲むラクダ』など、より一般受けのする主題の絵画を出品し、大いに名声を高める。
1858年、ナポレオン公がパリに構えたポンペイ風邸宅の装飾に参加。ナポレオン公は、同じくポンペイ様式を用いたジェロームの『ギリシアの室内』（1850）を購入した人物だった。
1859年の『カエサル』において、古典古代を描く絵画（より難易度の高いジャンルと見なされていた）への回帰を試みたが、公衆は関心を示さなかった。『アレオパゴス会議のフリュネ』、『カンダウレス王』、『アスパシアの家にアルキビアデスを探しに来たソクラテス』（1861年）は題材のせいでいささか物議をかもし、ポール・ド・サン＝ヴィクトール、マクシム・デュ・カンから厳しく非難される結果となる。同じ61年のサロンには『藁を切り刻むエジプト人』と『エッチングを制作するレンブラント』という仕上げのきわめて精巧な二作品も出品している。
私生活では国際的な美術商アドルフ・グーピルの娘マリー・グーピル（1842 − 1912）と結婚し、四女一男をもうけた。結婚後、ミュージックホール、フォリー・ベルジェールに近いブリュッセル街に転居。自宅を増改築して別棟（一階が彫刻アトリエ、上階が絵画アトリエ）のある大邸宅を構えた。
1865年、五回目の立候補でフランス学士院に選出された。すでにレジオン・ドヌール・シュヴァリエ（勲爵士）であったが、1867年にオフィシエ（将校）に昇格。1869年、イギリス王立芸術院の名誉会員となり、プロイセン王ヴィルヘルム1世からは赤鷲勲章三等を授けられるなど栄華の頂点をきわめ、1869年、他の著名美術家たちと並んでスエズ運河の開通式に招待された。
1867年の『カエサルの死』では〈非業の死を遂げる英雄〉というテーマに挑戦。同年のうちにこの主題を再び取り上げ、類似の構図で描いた歴史画『ネイ元帥の死』をサロンに出品したが、これに対しては、苦い国民的記憶を呼び覚ましてしまうという理由で、出品を取りやめるよう公的圧力がかかった。
1874年サロンに復帰、『灰色の枢機卿（黒幕）』が好評を博す。

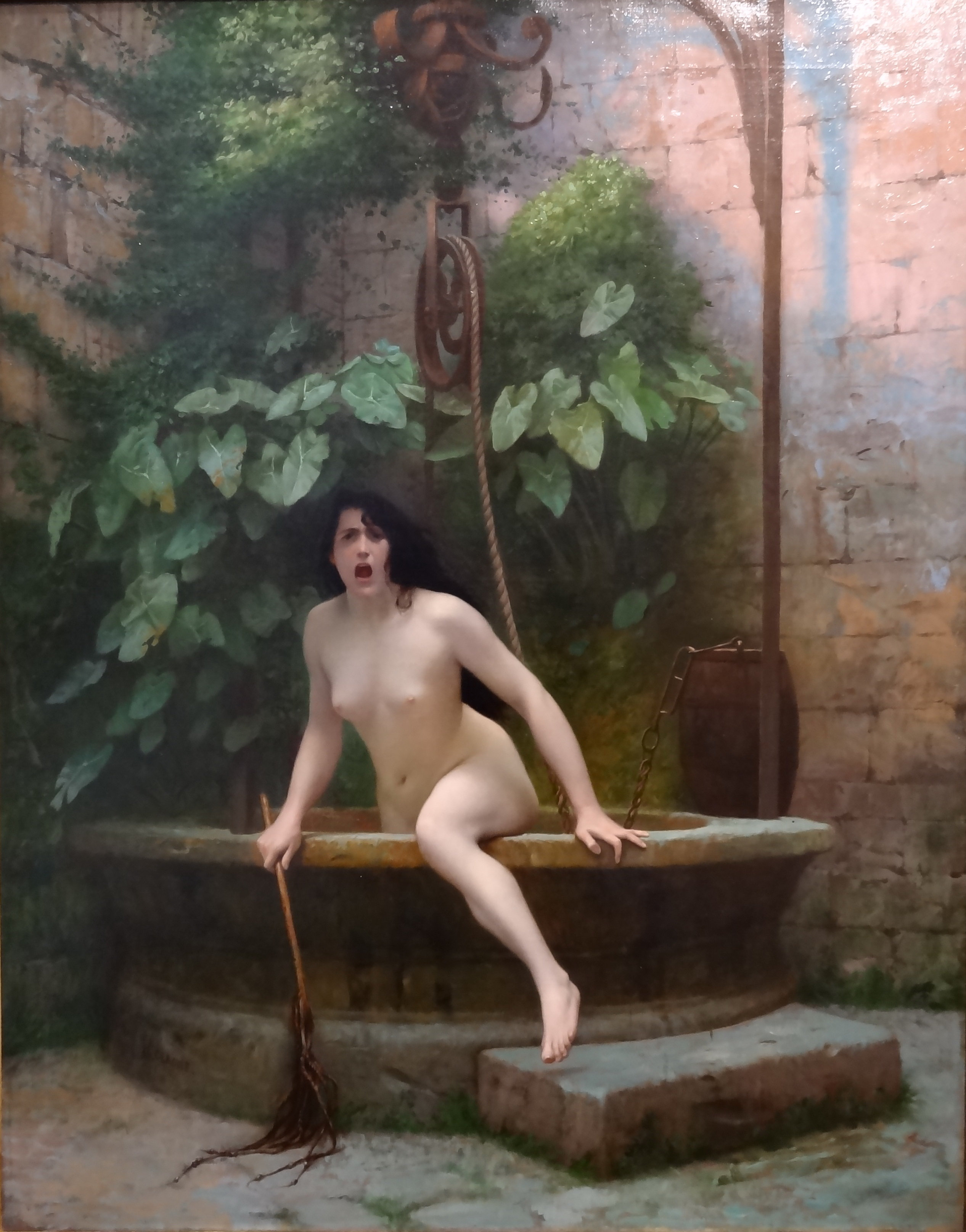
『人類に恥を知らせるため井戸から出てくる〈真実〉』

1896年、寓意画『人類に恥を知らせるため井戸から出てくる〈真実〉』を制作（デモクリトスが言ったとされる「真実は井戸の底に横たわっている」という言葉に基づくもの）。イリュージョンの透明性を記述する試みであり、事実ジェロームは、自身の写真的な絵画に取って代わるものとして写真の興隆を歓迎していた。1902年には「写真のおかげで〈真実〉はついに井戸の外に姿を表した」と述べている。
1904年1月10日、アトリエで制作中に息を引き取った。遺体が発見された際、目の前にはレンブラント作の肖像画が、近くには自分が描いた「真実」像が置かれていたという。本人の希望により、献花なしのごく簡潔な葬式が営まれた。ただし彼の死を悼んで行われたミサには前大統領や著名な政治家、芸術家、作家が多数列席。遺体はモンマルトル墓地に葬られ、墓前には、父に先立ち1891年に亡くなった息子ジャンのためにジェロームが鋳造させた立像『悲しみ』が建立されている。
義理の息子に画家エメ・モロがいる。

## 絵画作品
ジェロームの代表的な絵画としては以下がある（東方を主題としたものが多い）
- 『トルコの囚人とトルコの刑吏』（1863年）
- 『礼拝』（1865年）
- 『奴隷市場』（1867年）
- 『後宮の女性たちの外出』（1869年）
- 『ルイ14世とモリエール』（1863年）
- 『ネイ元帥の死』（1867年）
- 『ピュグマリオンとガラテア』（1890年）

## 彫刻作品
ジェロームは彫刻家としても成功を収めた。最初の彫刻作品は、地に倒れた敵を足で踏みつける剣闘士をかたどった大型ブロンズ像で、1878年の万国博覧会で公開。このブロンズ作品はジェローム自身の絵画《指し降ろされた親指》（1872年）の中心人物がもとになっている。同じ78年のサロンには、自作の絵画『アナクレオン、バッコスとクピードー』（1848年）に基づく大理石像を出品した。
同時代の着彩大理石彫刻（ジョン・ギブソンなど）を意識して『三つの仮面を持つ踊り手』を制作、運動表現と色彩を組み合わせた（1902年公開）。着彩彫刻としてはほかに群像『ピュグマリオンとガラテア』も手がけているが、この作品に霊感を得て制作した《ピュグマリオンとガラテア》（ニューヨーク、メトロポリタン美術館蔵）などの絵画では、大理石を生身の人間に変える力をもった彫刻家として自分を描き出している。
他の代表作として『オムパレー』（1887年）、シャンティイ城の前に立つアンリ・ドルレアン像（1899年）などがある。
着彩大理石、ブロンズ、象牙に自然・人工宝石類を象嵌するなど様々な素材を混合。実物大の立像『ベローナ』では象牙、ブロンズ、宝石を使用、ロンドンの王立芸術院で展示して大いに注目を集めた。
次に手がけたのが〈征服者〉をテーマとし、金、銀、宝石を散りばめた一連の作品である。『ナポレオンのカイロ入城』（1897年）、『ティムール』（1898年）、『フリードリヒ大王』（1899年）など。

## 弟子
ジェロームに師事した芸術家としては以下のような画家がいる。
- アドルフ・アレクサンドル・レスレル(1839-1929)
- オディロン・ルドン (1840-1916)
- イオアニス・ドゥーカス (1841-1916)
- ヴァシーリー・ヴェレシチャーギン (1842-1904)
- メアリー・カサット (1844-1926)
- ジャン＝アンドレ・リクセン (1846-1925)
- ウィリアム・メリット・チェイス (1849-1916)
- エドウィン・ロード・ウィークス (1849-1903)
- リュシアン・アンリ (1850-1896)
- 山本芳翠 (1850-1906)
- パスカル・ダニャン＝ブーベレ (1852-1929)
- ジュリアン・オールデン・ウィアー (1852-1919)
- テオドール・ジャック・ラリ (1852-1909)
- ウジェーヌ・ジラルデ (1853-1907)
- ジュリアス・ルブラン・ステュワート (1855-1919)
- アンリ・モレ (1856-1913)
- デルファン・アンジョルラス (1857-1945)
- ポール・セザール・エリュー (1859-1927)
- ジョゼフ・ファヴロ (1862-1918)

## ギャラリー

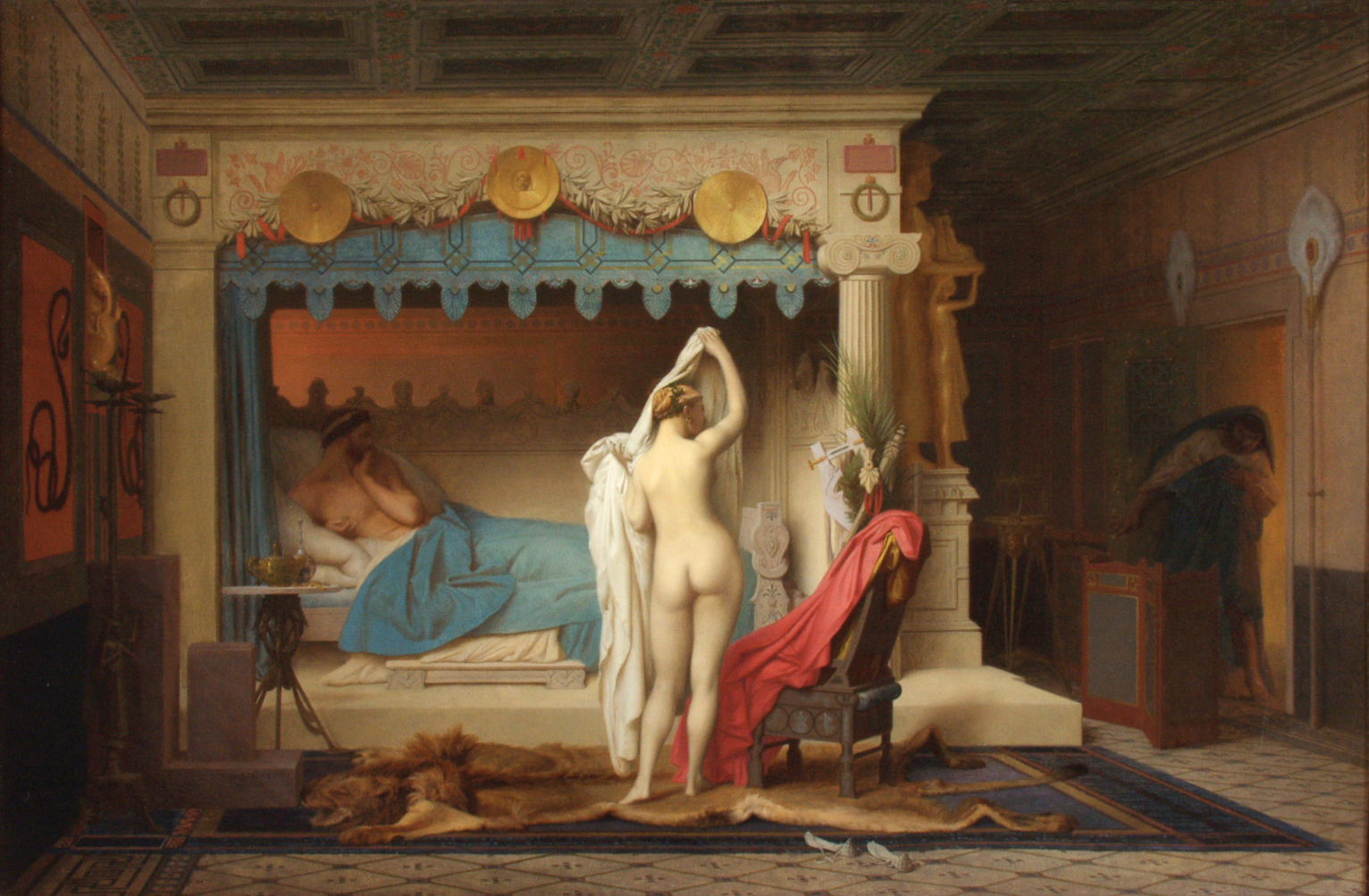
『カンダウレス王』(1859)
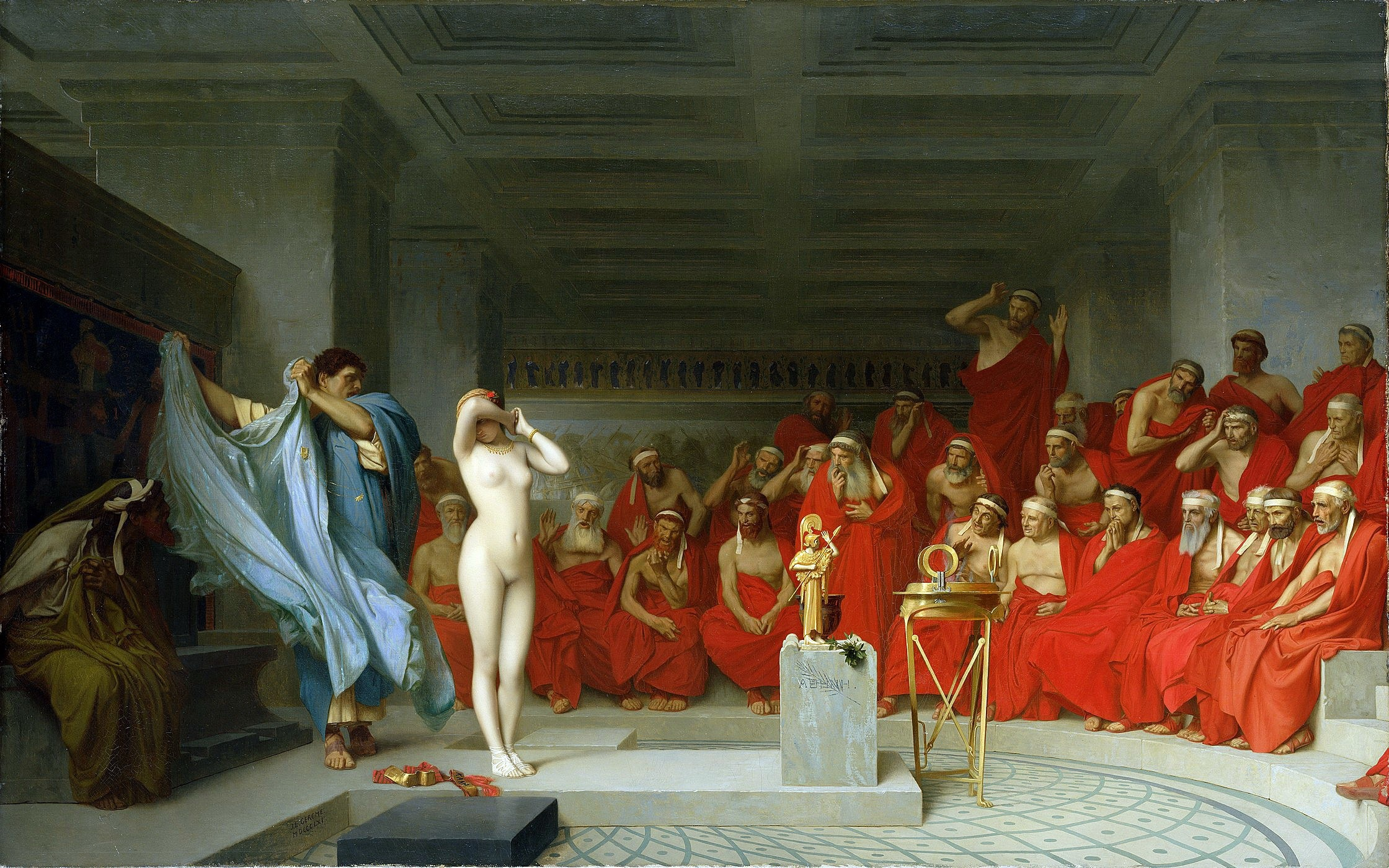
『アレオパゴス会議のフリュネ』(1861)
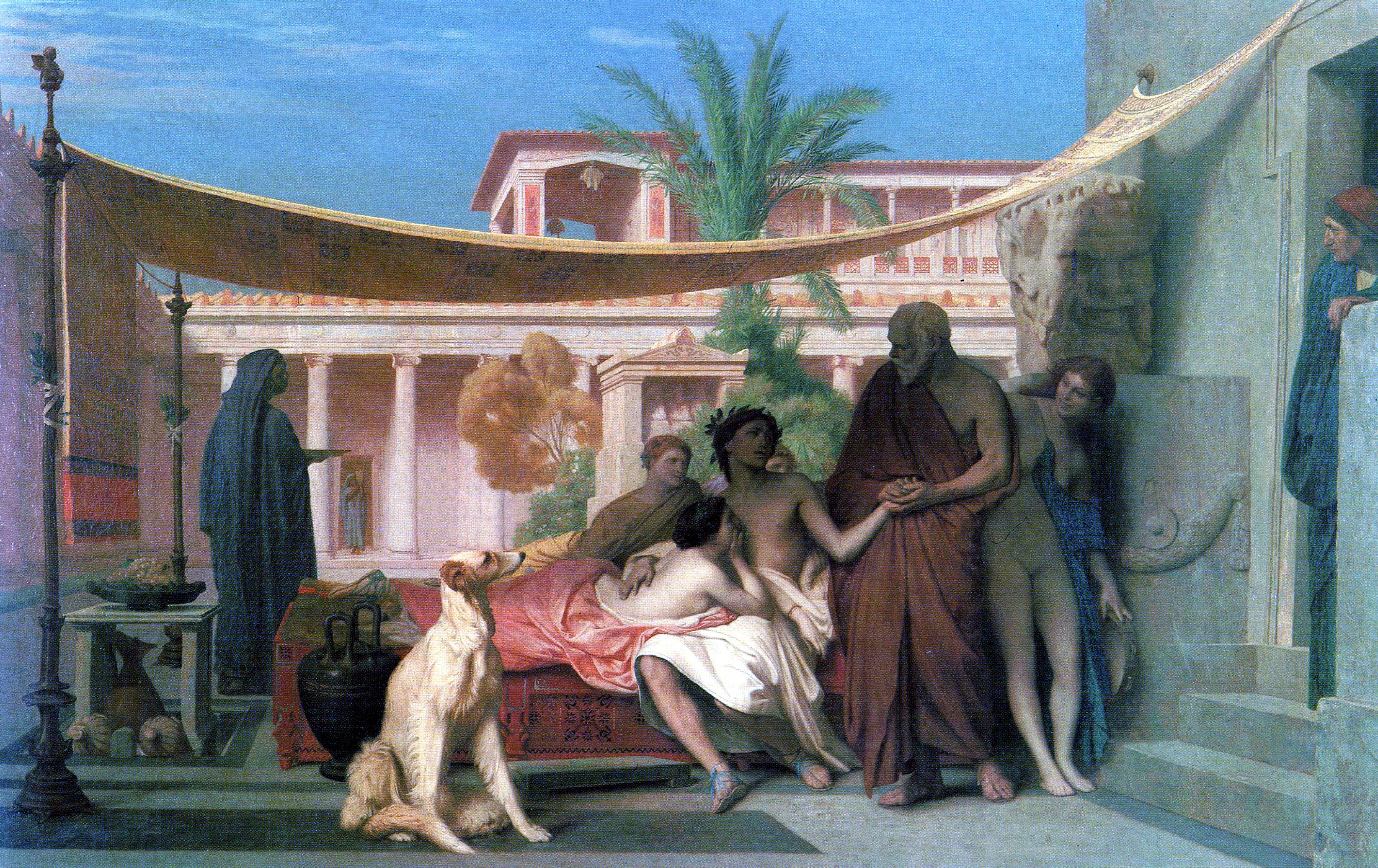
『アスパシアの家にアルキビアデスを探しに来たソクラテス』(1861)
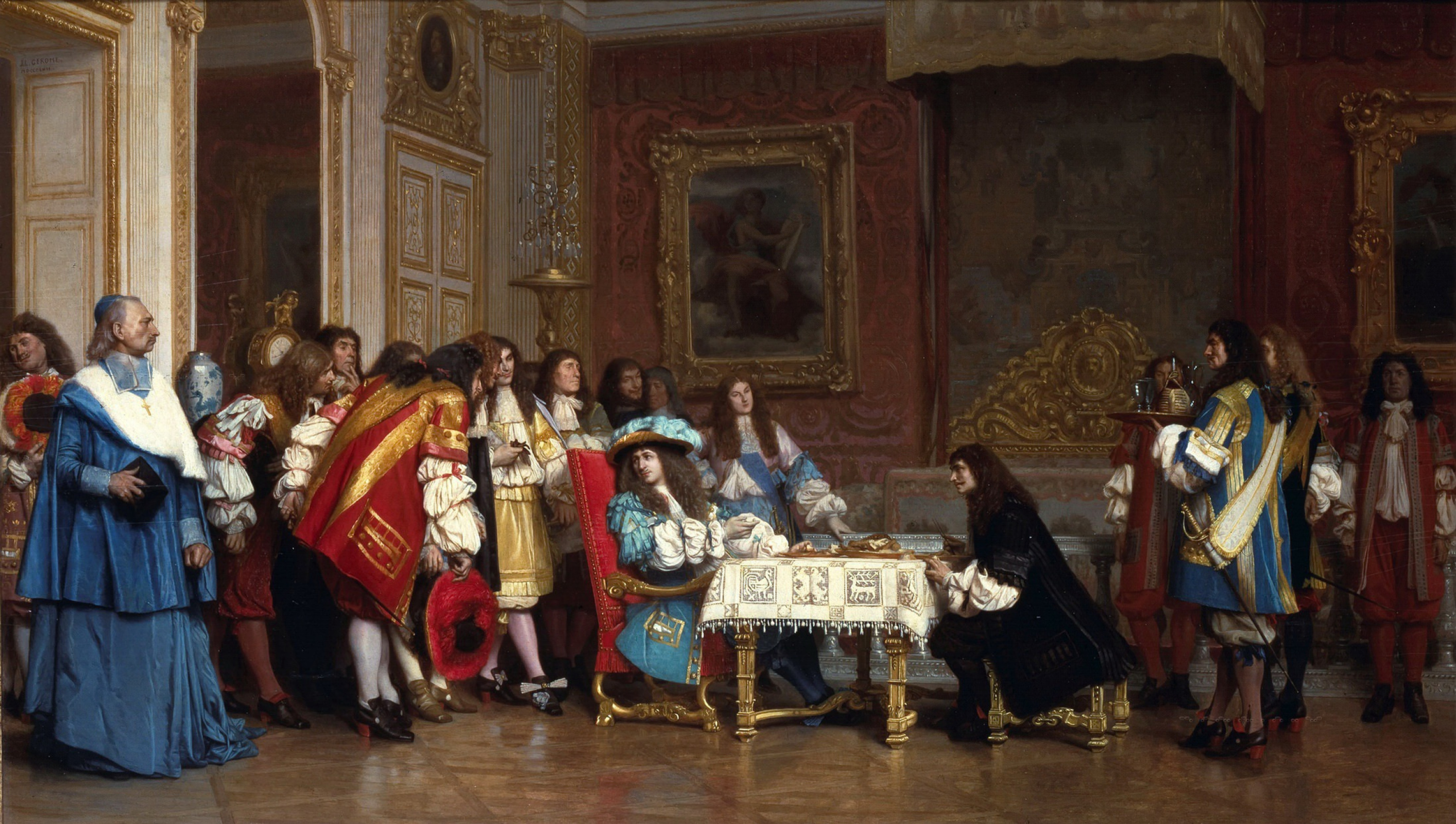
『ルイ14世とモリエール』(1862)
『奴隷市場』（1866）
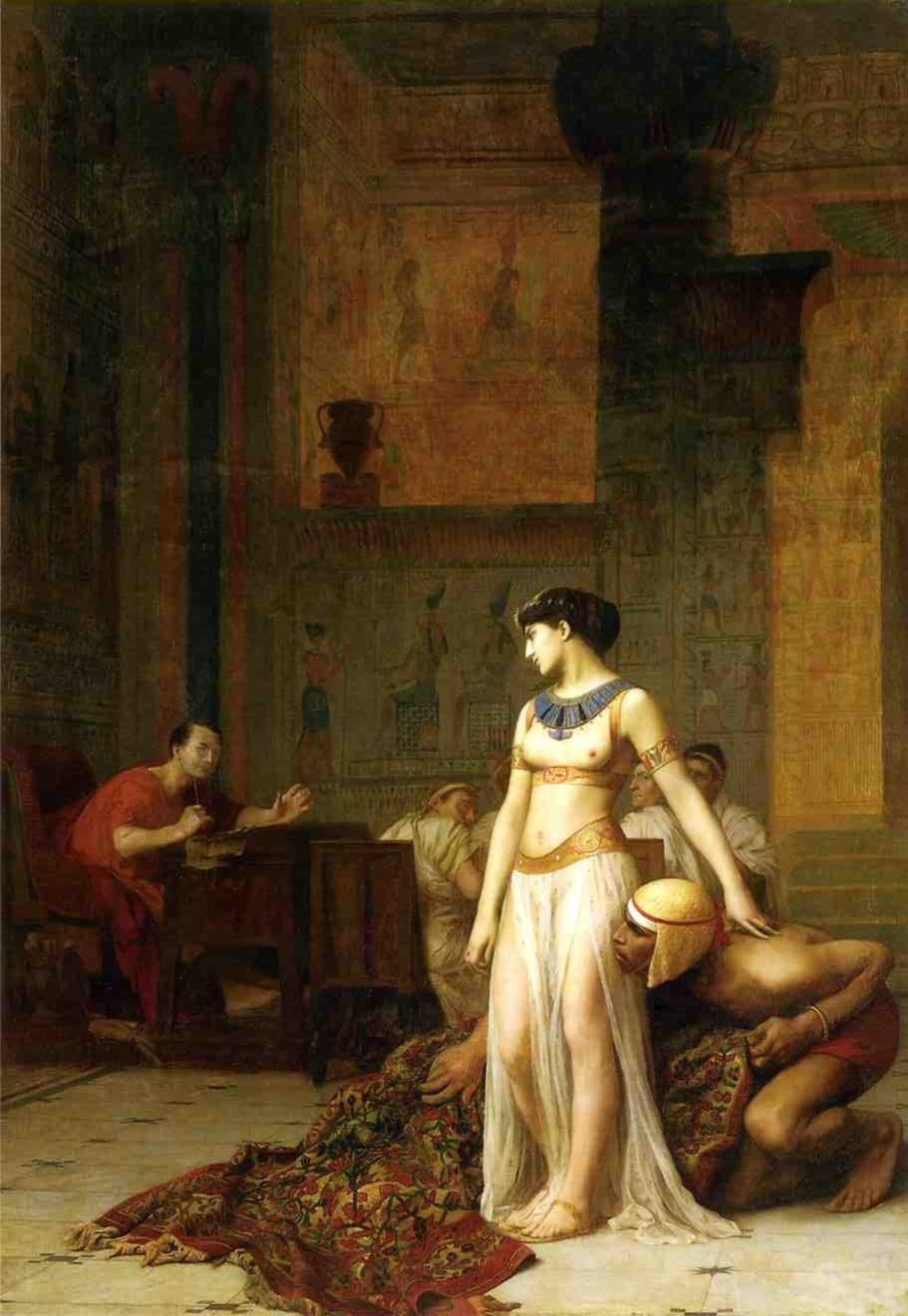
『クレオパトラとカエサル』(1866)
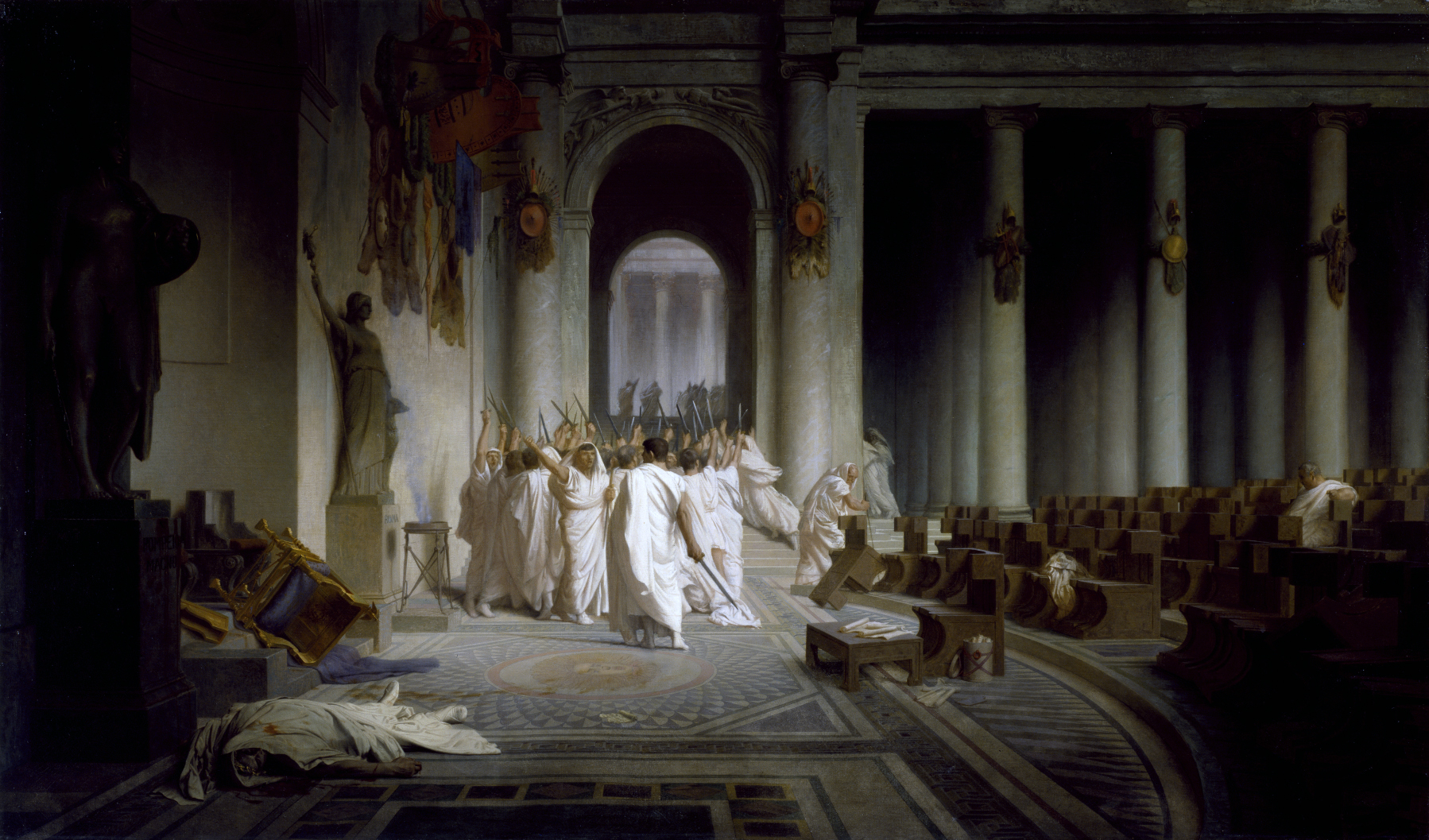
『カエサルの死（英語版）』(1867)
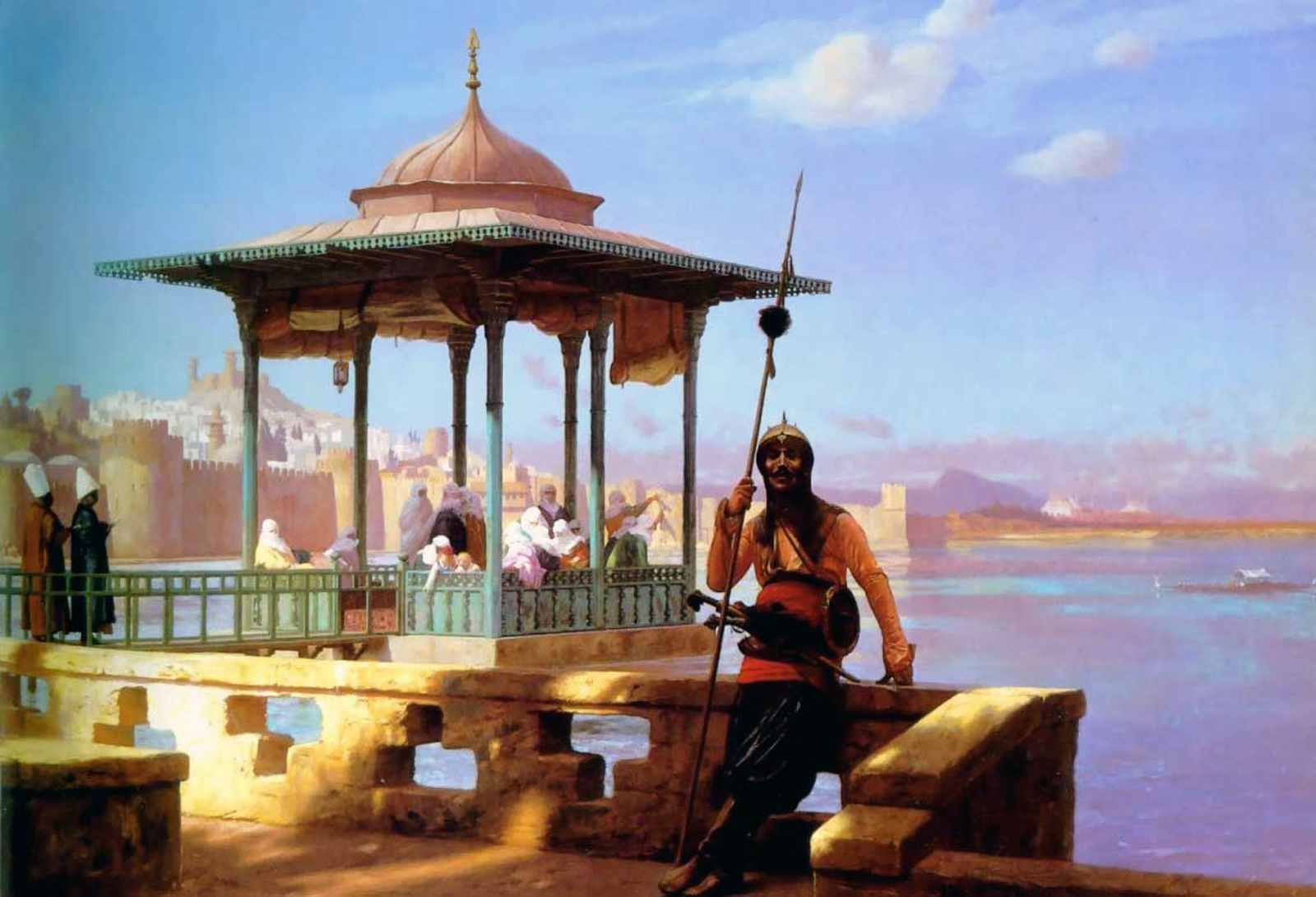
『後宮の女性たちの外出』(1869)
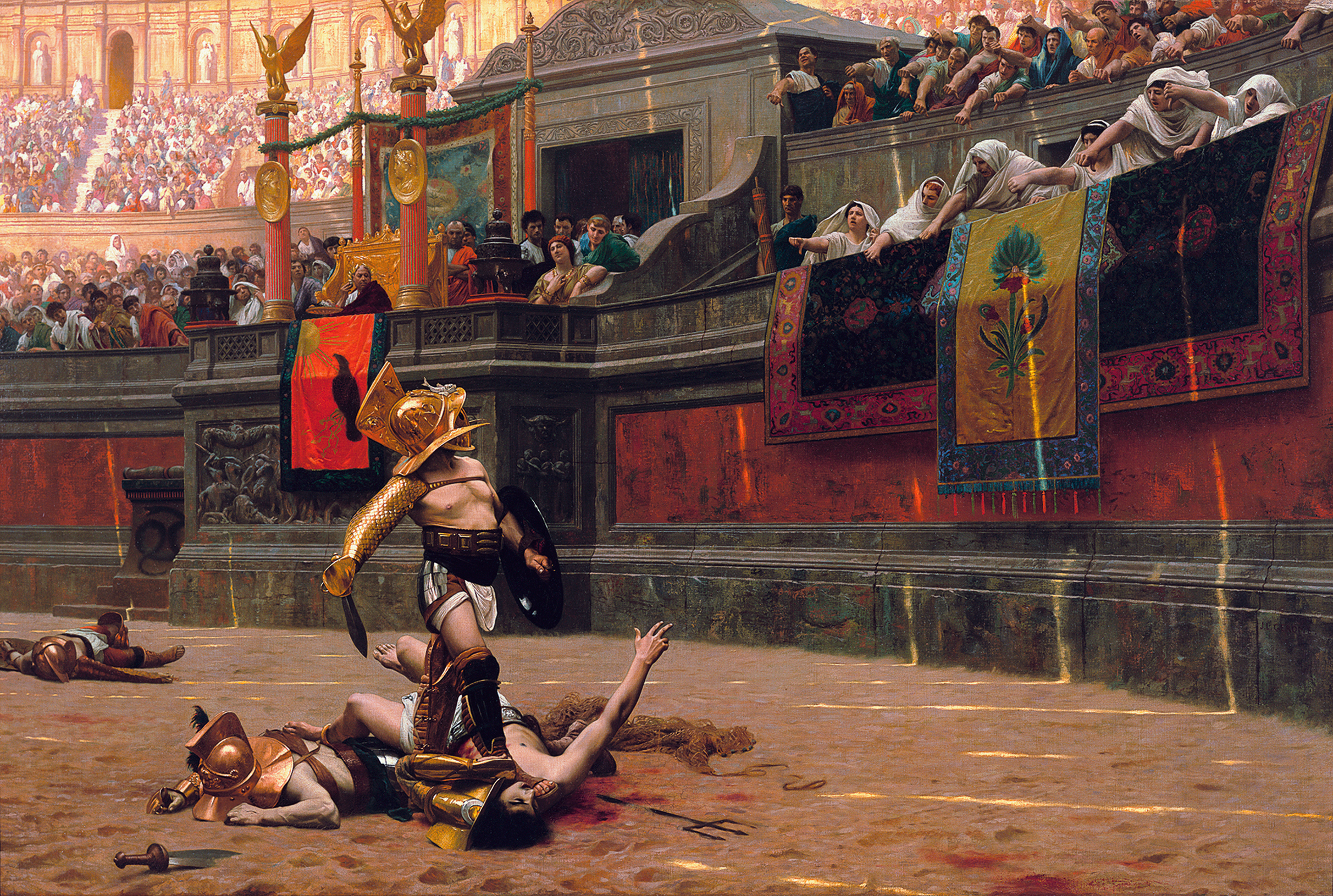
『指し降ろされた親指（英語版）』(1872)
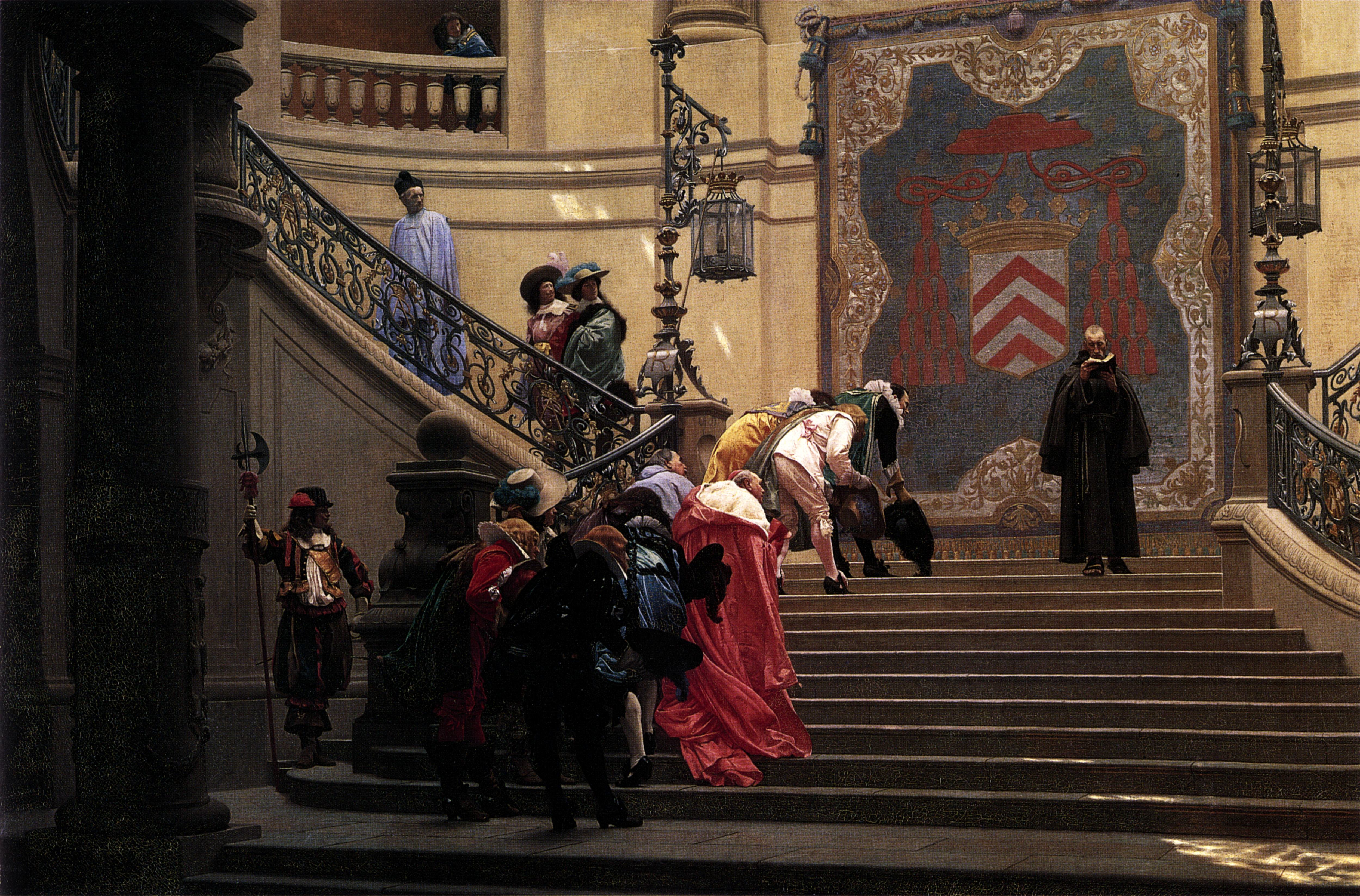
『灰色の枢機卿（黒幕）』(1873)
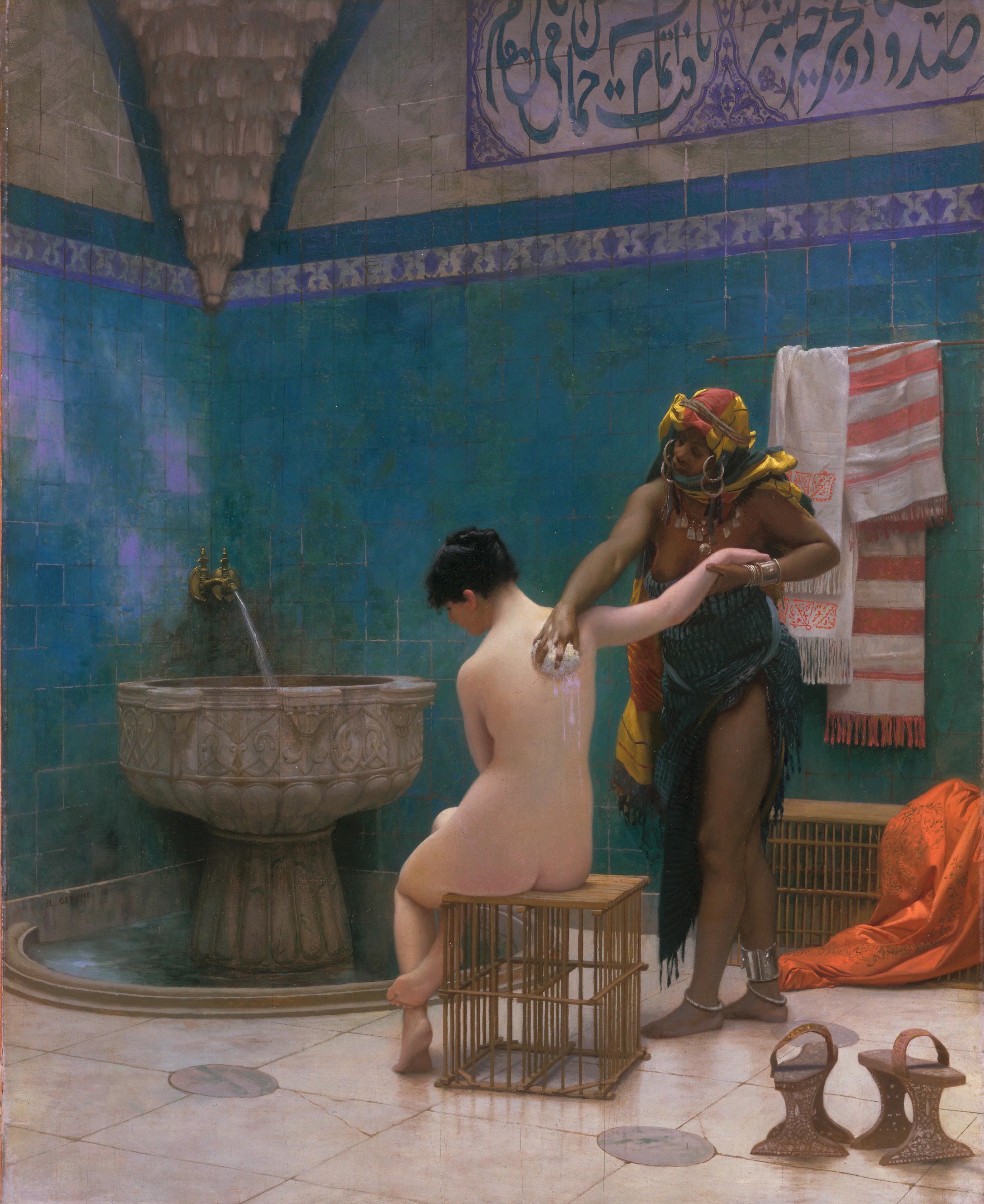
『浴場』(1880-85頃)
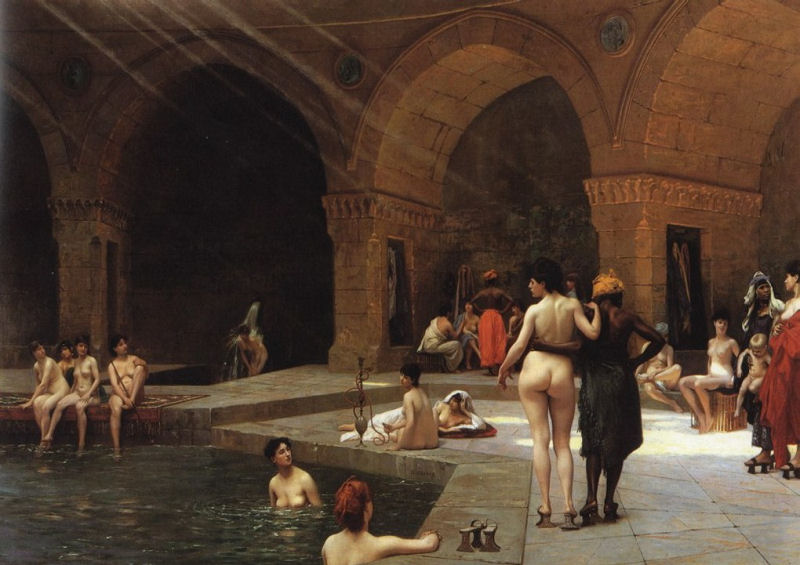
『ブルサの大浴場』(1885)
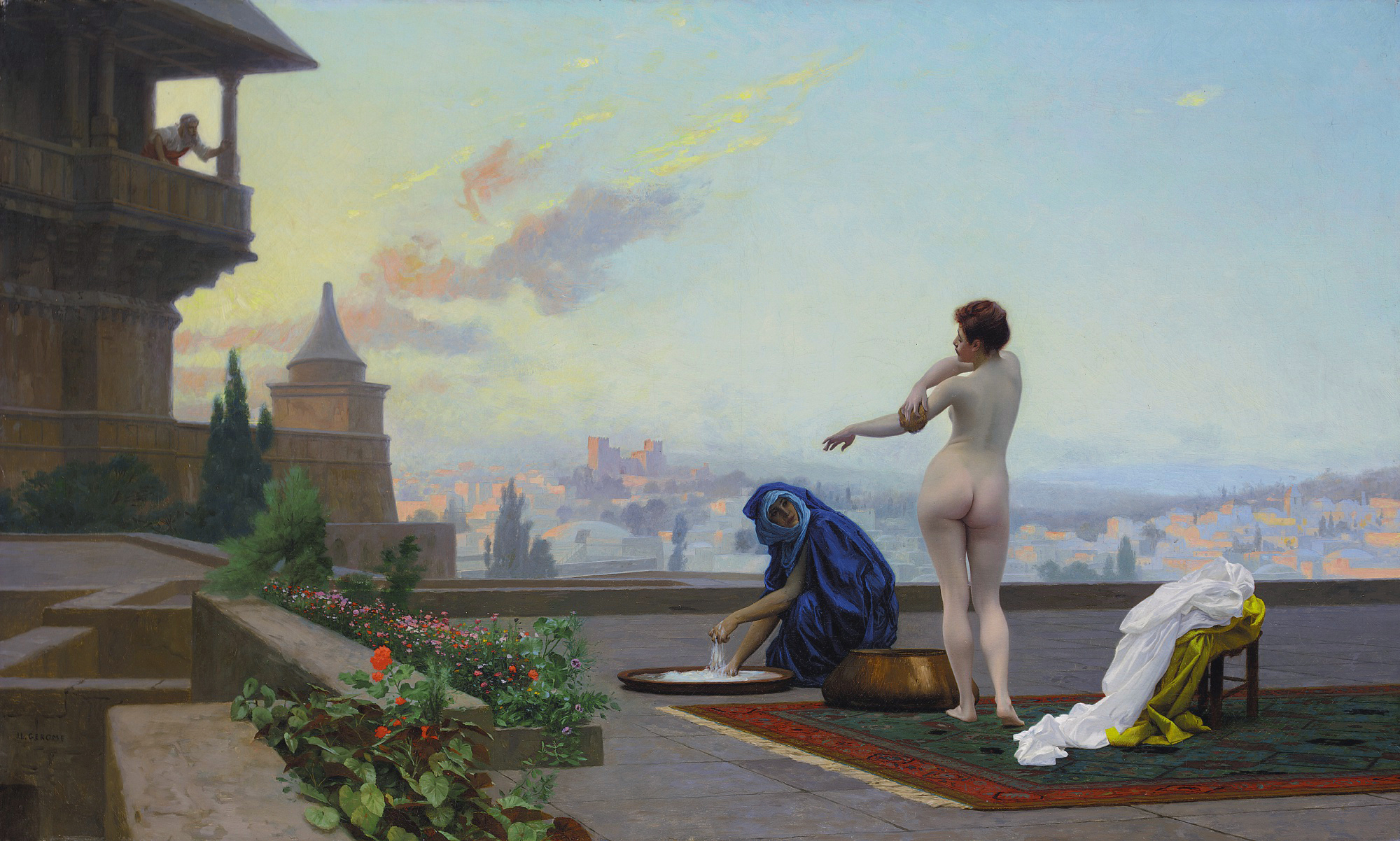
『バト・ジェバ』(1889)
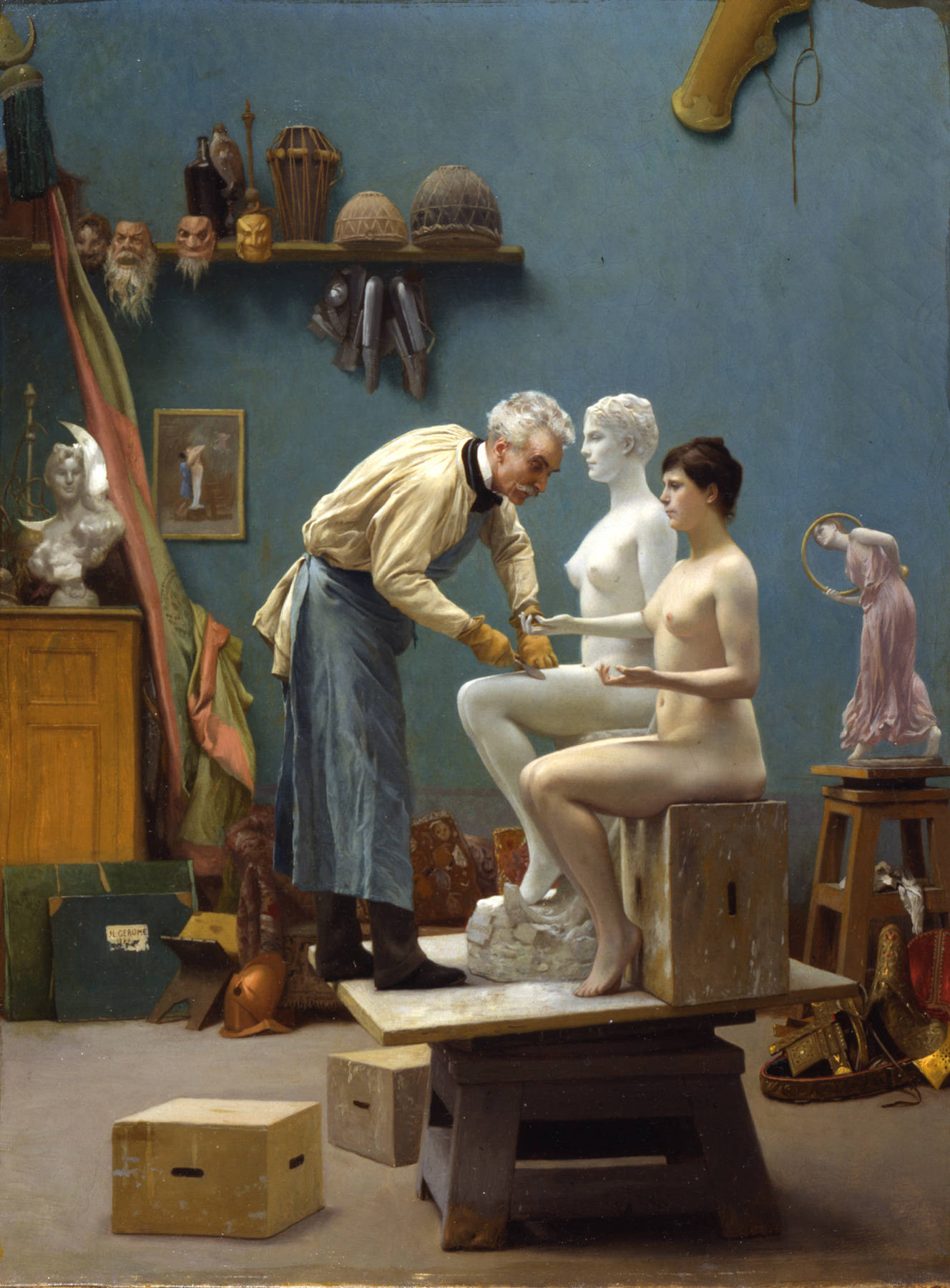
『彫刻家とモデル』(1890)
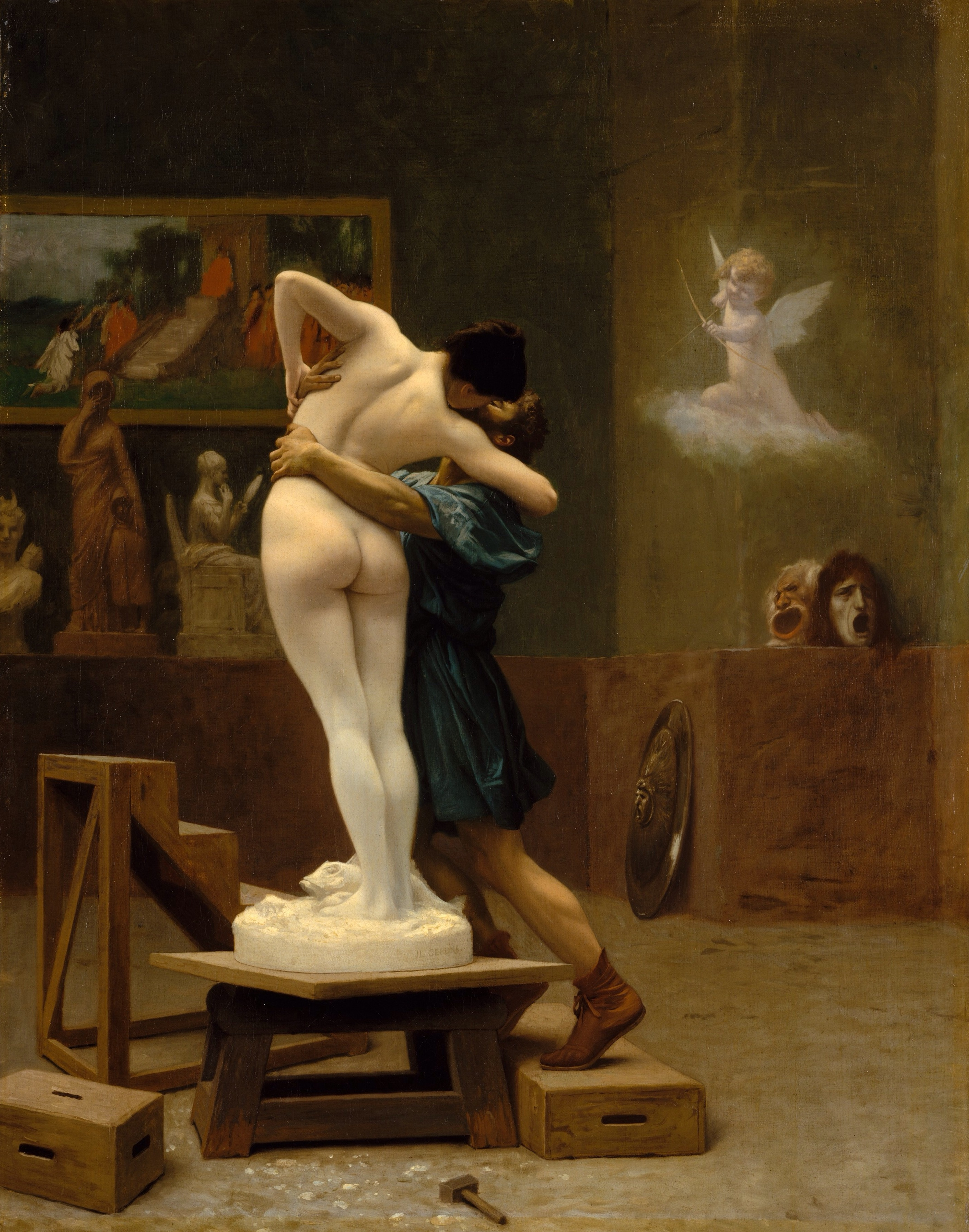
『ピュグマリオンとガラテア（英語版）』(1890)
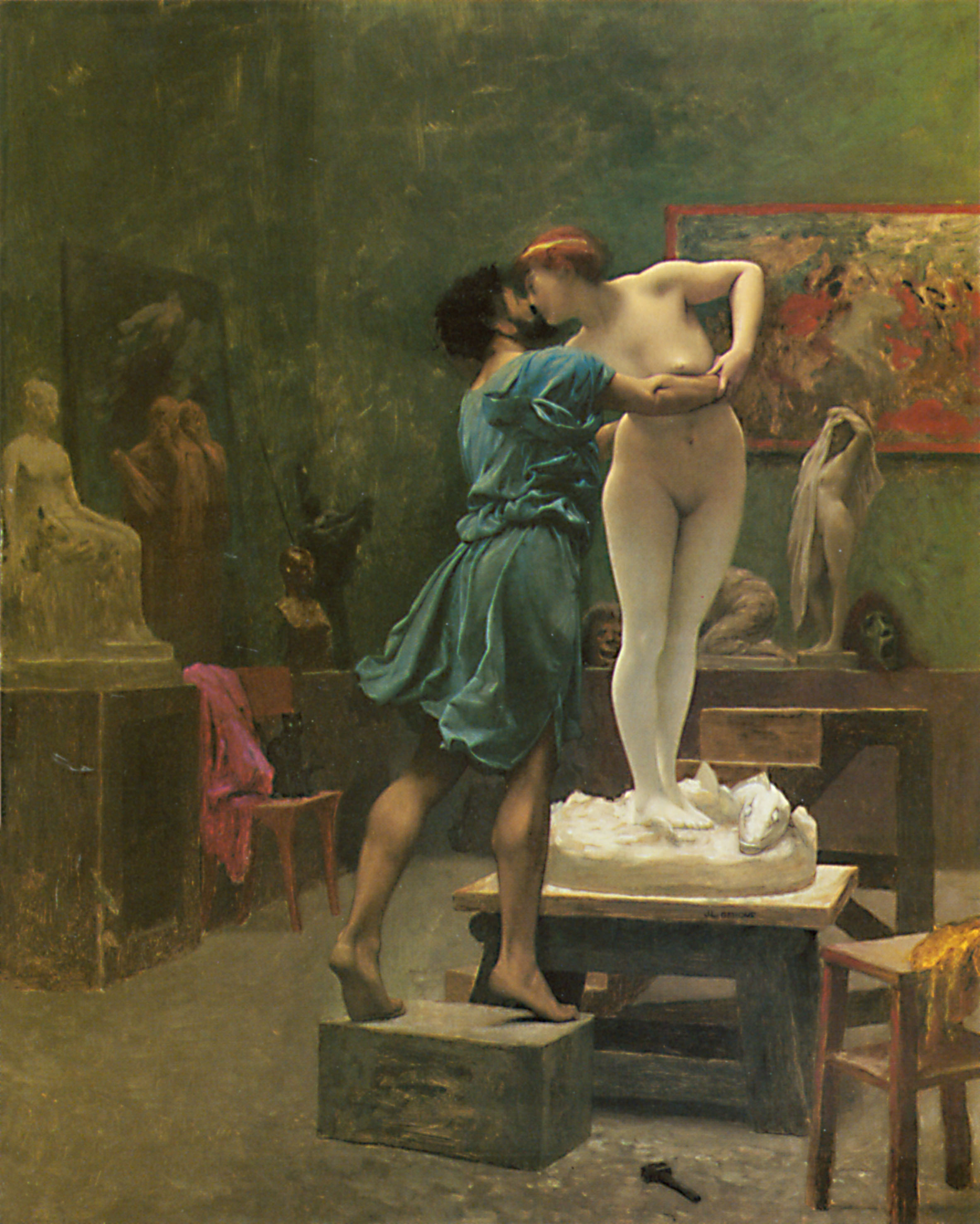
『ピュグマリオンとガラテア (正面)』(1890)
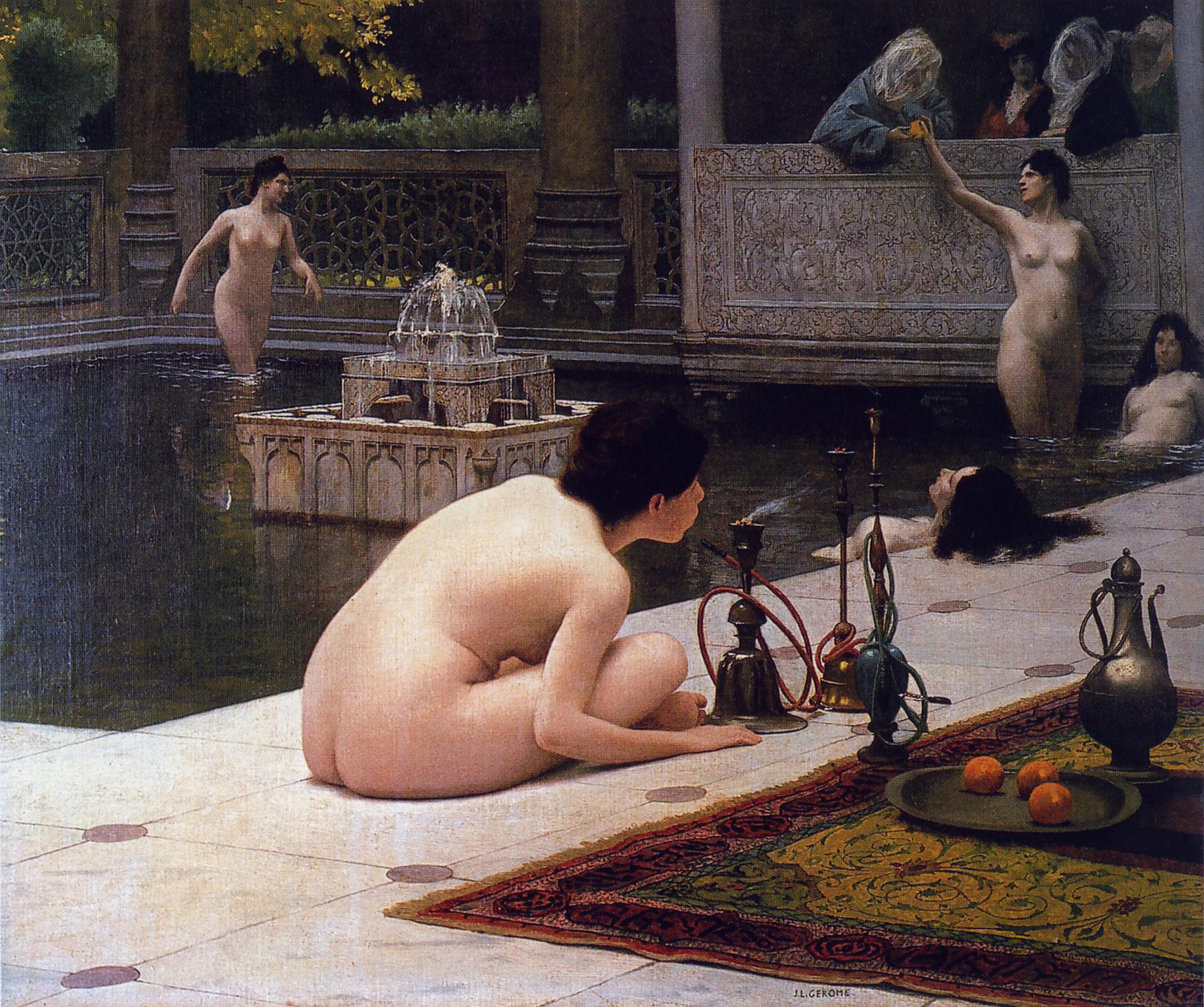
『水煙草』(1898頃)
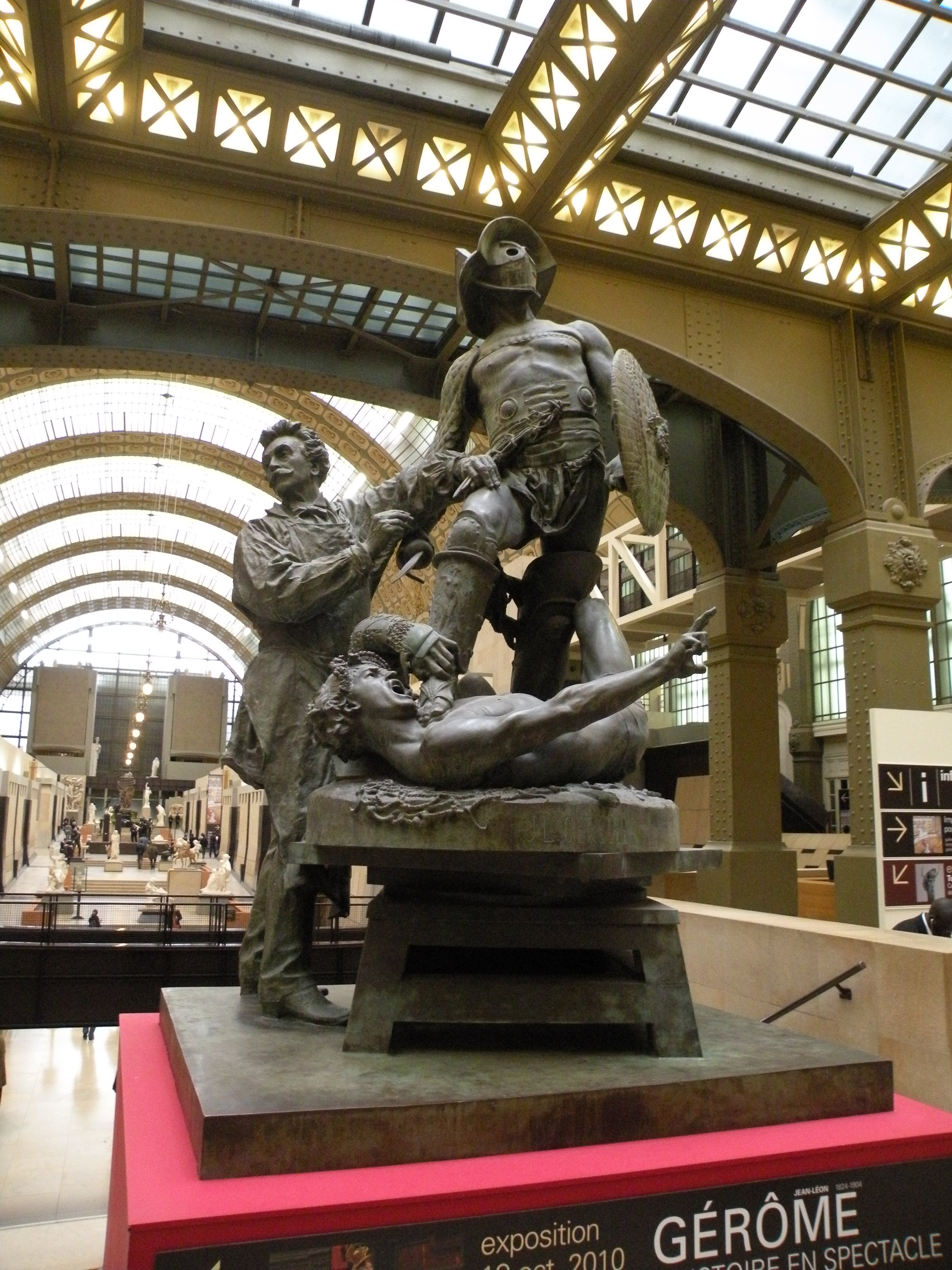
『剣闘士』